# Гедике (посёлок)
Ге́дике — посёлок при станции Дальневосточной железной дороги в Вяземском районе Хабаровского края России.
Назван в честь Владимира Владимировича Гедике, инженера-путейца, строителя Уссурийской железной дороги.

## География
Посёлок Гедике расположен в трёх километрах западнее автотрассы «Уссури». Стоит на левом берегу малой реки Щебенчиха (правый приток Уссури).
Дорога к пос. Гедике идёт через село Роскошь, расстояние до административного центра Вяземского района города Вяземский (на север по трассе «Уссури») около 33 км.

## Население
| 1926 | 2002 | 2010 | 2011 | 2012 | 2021 |
| ---- | ---- | ---- | ---- | ---- | ---- |
| 36   | ↘23  | ↘13  | →13  | →13  | ↗18  |

## Экономика
Жители работают на железнодорожной станции Гедике.